# Каннингем, Девид
Дэвид Л. Каннингем (англ. David L. Cunningham; род. 24 февраля 1971, Швейцария) — американский режиссёр. Снял несколько полнометражных фильмов, в том числе Последняя война, а также телесериал Путь к 11 сентября. Входит в Гильдию режиссёров Америки.

## Биография
Дэвид родился в Швейцарии, а вырос в Каилуа-Кона, штат Гавайи.

## Путь к 11 сентября
Художественный сериал повествует о террористическом акте 11 сентября 2001 года.

## Режиссёр
- 2007 — Восход тьмы
- 2006 — Неуправляемый экстрим
- 2006 — Путь к 11 сентября (мини-сериал)
- 2005 — Маленький домик в прериях (мини-сериал)
- 2001 — Последняя война (фильм)

## Продюсер
- 2006 — Неуправляемый экстрим
- 2001 — Последняя война

## Сценарист
- 2006 — Неуправляемый экстрим